# جو كارليسلي
جو كارليسلي (بالإنجليزية: Joe Carlisle)‏ هو لاعب اتحاد الرغبي بريطاني، ولد في 4 ديسمبر 1987 في سويندون في المملكة المتحدة.